# Araucaria nemorosa
Araucaria nemorosa es una especie de conífera perteneciente a la familia Araucariaceae. Se encuentra en estado natural únicamente en el archipiélago de Nueva Caledonia situado en el océano Pacífico. 

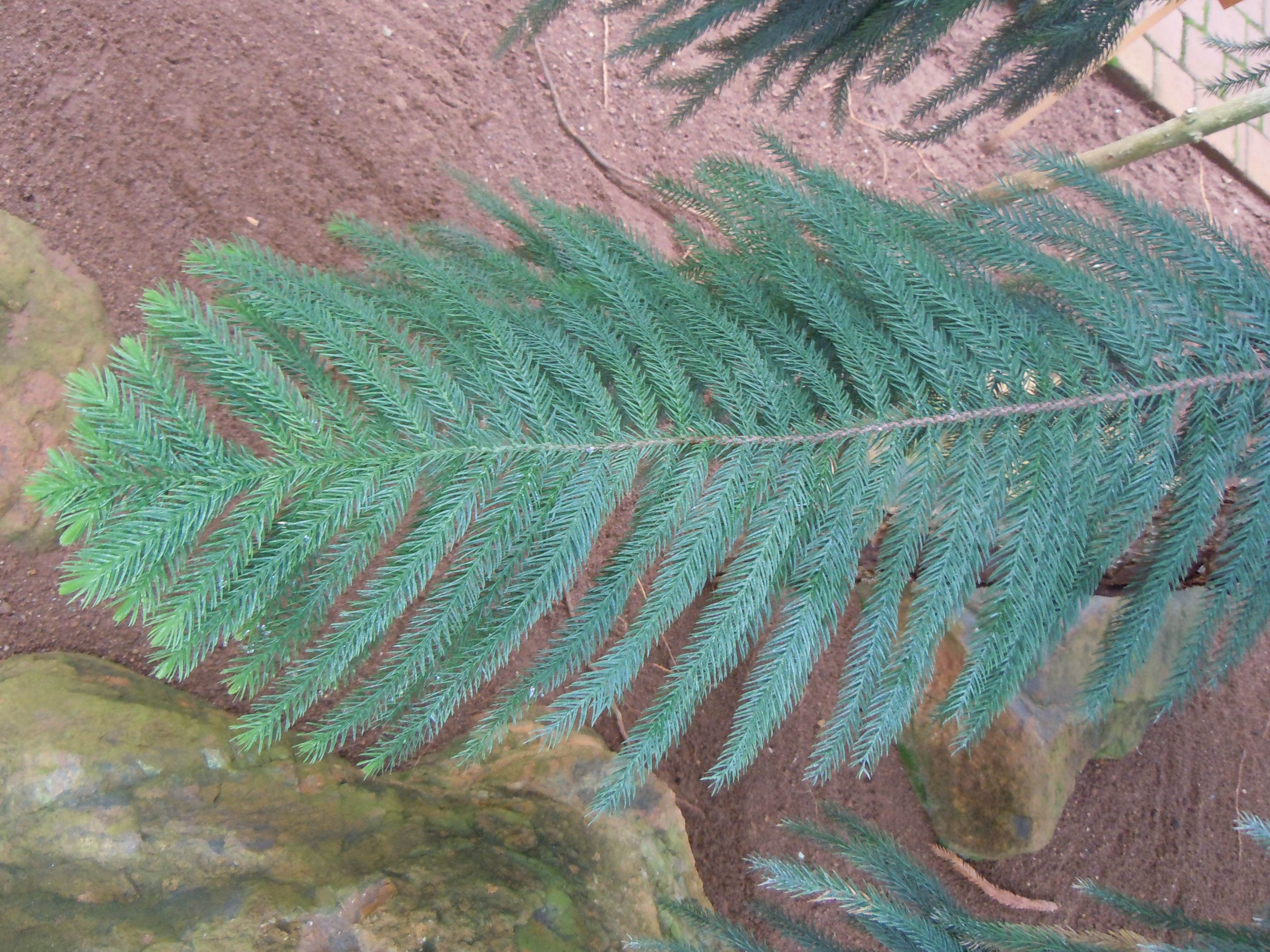
Hojas

## Hábitat
Se encuentra en peligro de extinción por pérdida progresiva de su hábitat. La población total es menor de 5000 individuos adultos situados en dos localizaciones diferente al sur de Nueva Caledonia. Más del 90 % de los árboles se encuentran en siete parcelas alrededor de Port Boisé.

## Descripción
Es un árbol que alcanza un tamaño de 15 m, con una corona ovalada o cónica. Las ramas de 8-12 mm de diámetro. Las hojas juveniles en forma de aguja, lanceoladas, curvadas hacia el interior, relativamente gruesas. Las hojas adultas imbricadas, lanceoladas, estrechas, similares a escamas, nervio central prominente, dorsalmente con quilla, de 6-10 mm de largo por 1.5 a 3 mm de ancho, ápice agudo y curvado. El cono masculino cilíndrico de 8 cm de largo por 14 mm de ancho, con seis sacos de polen. El cono femenino ovoide de 11 cm de largo por 5-9 cm  de ancho, con brácteas largas de 12-20 mm de largo. Semillas de 30 mm de largo, nueces algo rectangulares, ovaladas con alas. Cuatro cotiledones, con una germinación epígea.

## Taxonomía
Araucaria nemorosa fue descrita por David John de Laubenfels y publicado en Travaux du Laboratoire Forestier de Toulouse 1(5–8) art. 5: 1. 1969.
Etimología
Araucaria: nombre genérico geográfico que alude a su localización en Arauco.
nemorosa: epíteto latino que significa "de los bosques".
Sinonimia
- Eutassa nemorosa (de Laub.) de Laub.[6][7]